# Tiě shàn gōngzhǔ
Tiě shàn gōngzhǔ (chin. 铁扇公主) ist ein chinesischer Zeichentrickfilm aus dem Jahr 1941. Er war der erste chinesische Trickfilm in Spielfilmlänge sowie einer der ersten Filme dieser Länge von außerhalb des Studios von Walt Disney. International ist der Film auch als Princess Iron Fan bekannt, auf Deutsch auch als Die Prinzessin mit dem Eisenfächer. Die Geschichte erzählt eine Episode aus dem klassischen chinesischen Roman Die Reise nach Westen.

## Handlung
Der Mönch Xuanzang befindet sich auf einer Reise nach Westen, nach Indien, um dort die Schriften des Buddha zu erforschen und in seine Heimat zu bringen. Er wird begleitet vom Affenkönig Sun Wukong, dem Dämon Shā Wùjìng und der schweinegesichtige Zhu Bajie. Auf ihrem Weg begegnen sie einer Landschaft von höllischem Feuer, das sie an der weiteren Reise hindert. Der Mönch wird als Gast im Land vor dem Feuer aufgenommen. Seine Begleiter sollen zur Prinzessin mit dem Eisenfächer, um mit ihrem Fächer die Flammen zu löschen. Währenddessen bleibt Xuanzang vor Ort und steht der Erleuchtung suchenden Bevölkerung mit Rat zur Seite. Bei der Festung der Prinzessin angekommen, versucht zunächst Shā Wùjìng erfolglos, die Prinzessin zur Herausgabe des Fächers zu zwingen. Doch mit Direktheit und Gewalt ist ihr nicht beizukommen. Sun Wukongs nächster Versuch scheitert ebenso, woraufhin er sich als Käfer verwandelt in ihre Burg schleicht. So gelangt der Affenkönig gelangt in den Körper der Prinzessin und zwingt sie, den Fächer zu übergeben. Als die Drei zu ihrem Meister zurückkehren, will Sun Wukong gleich die Flammen löschen. Doch er scheitert, denn die Prinzessin gab ihm einen falschen Fächer.
So müssen sich die Drei erneut zur Prinzessin begeben, und Zhu Bajie ist an der Reihe. Er besucht seinen alten Bekannten, den Rinderteufel Niú Mówáng, der früher mit der Prinzessin verheiratet war und jetzt mit einer neuen Frau zusammenlebt. Zhu Bajie kann ihn nicht zur Hilfe überreden, da der Rinderteufel mit dem Affenkönig verfeindet ist und diesem keinesfalls den Eisenfächer überlassen will. Da stiehlt Zhu Bajie heimlich den Drachen des Rinderteufels und reitet zur Burg der Prinzessin, verwandelt in die Gestalt von Niú Mówáng. Ihrem vermeintlichen, nun zurückgekehrten Ehemann überlässt die Prinzessin den Fächer, um ihn vor Diebstahl zu schützen. So hat Zhu Bajie den Fächer endlich in Händen. Auf der Rückreise aber nimmt der Rinderteufel ihm den Eisenfächer wieder ab, indem er ihn in der Gestalt Sun Wukongs austrickst. Nach drei erfolglosen Versuchen, an den Fächer zu gelangen, verlieren nicht nur die drei Dämonen, sondern auch der Mönch und die Menschen vor dem Land des Feuers ihre Geduld. Sie greifen  miteinander die Prinzessin und den Rinderteufel an. In einer gewaltigen Schlacht können sie den Fächer erobern und Sun Wukong gelingt es schließlich, die Flammen löschen.

## Produktion und Veröffentlichung
Der Film entstand in Shanghai unter der japanischen Besatzung. Regie führten die Brüder Wan Laiming und Wan Guchan, die den Film auch produzierten. Für den Schnitt war Jinyi Wang verantwortlich, für den Ton En-Chai Liu. Die Arbeit am Film dauerte drei Jahre, beschäftige 237 Mitarbeiter und kostete 350.000 Yuan. Weite Teile der Animationen entstanden durch Rotoskopie, für die die Szenen mit Schauspielern aufgenommen und nachträglich über die Aufnahmen animiert wurden.
Am 1. Januar 1941 wurde Tiě shàn gōngzhǔ erstmals in den Kinos in Shanghai aufgeführt. Ursprünglich enthielt der Film zusätzliche Sequenzen mit Kritik an der japanischen Besatzungsmacht und der Aufforderung, gegen diese zu kämpfen. Diese wurden herausgeschnitten, ehe der Film in die Hände der japanischen Behörden gelangte. In dieser gekürzten Fassung wurde der Zeichentrickfilm unter dem Titel Saiyuki - tessen koshu no maki im Februar 1942 auch im japanischen Sektor Shanghais gezeigt und ab dem 10. September des gleichen Jahres in Japan. Für diese Veröffentlichung wurde eine japanische Synchronfassung mit neuem Soundtrack erstellt, mit dem Ziel, den Film „japanischer“ erscheinen zu lassen. Die Premiere in Japan wurde möglicherweise lange zurückgehalten, um einen eigenen Film als kurz darauf folgende „Antwort“ produzieren zu können, was mit Momotarō no Umiwashi 1943 geschah.

## Analyse und Wirkung
Der Film ist der einflussreichste der Gebrüder Wan und gilt als erster abendfüllender Trickfilm aus China sowie als einer der ersten Filme dieser Länge weltweit. Daniel Kothenschulte bescheinigt dem Film eine „Musikalität in der Fusion amerikanischer Animationstechnik und fernöstlicher Ikonografie“. Neben seiner Stellung in der chinesischen Filmkunst war Tiě shàn gōngzhǔ auch als anti-japanische Propaganda gedacht. Dies kam, trotz der Bearbeitungen, auch bei Teilen des japanischen Publikums an. So wird Osamu Tezuka zitiert, der den Film damals als Jugendlicher sah, er habe klar die Widerstandsbotschaft und den Aufruf, die Chinesen sollten sich gegen die japanische Besatzung zusammentun, erkannt. Der Film war Inspiration für den später erfolgreichen und einflussreichen Mangazeichner und Anime-Produzenten. In Japan inspirierte der Film unmittelbar zur Produktion eigener, abendfüllender Filme, auch um zu zeigen, dass auch Japan dazu imstande ist. So entstand 1943 Momotarō no Umiwashi und 1945 Momotarō: Umi no Shimpei.